# Forstliche Hochschule Aschaffenburg

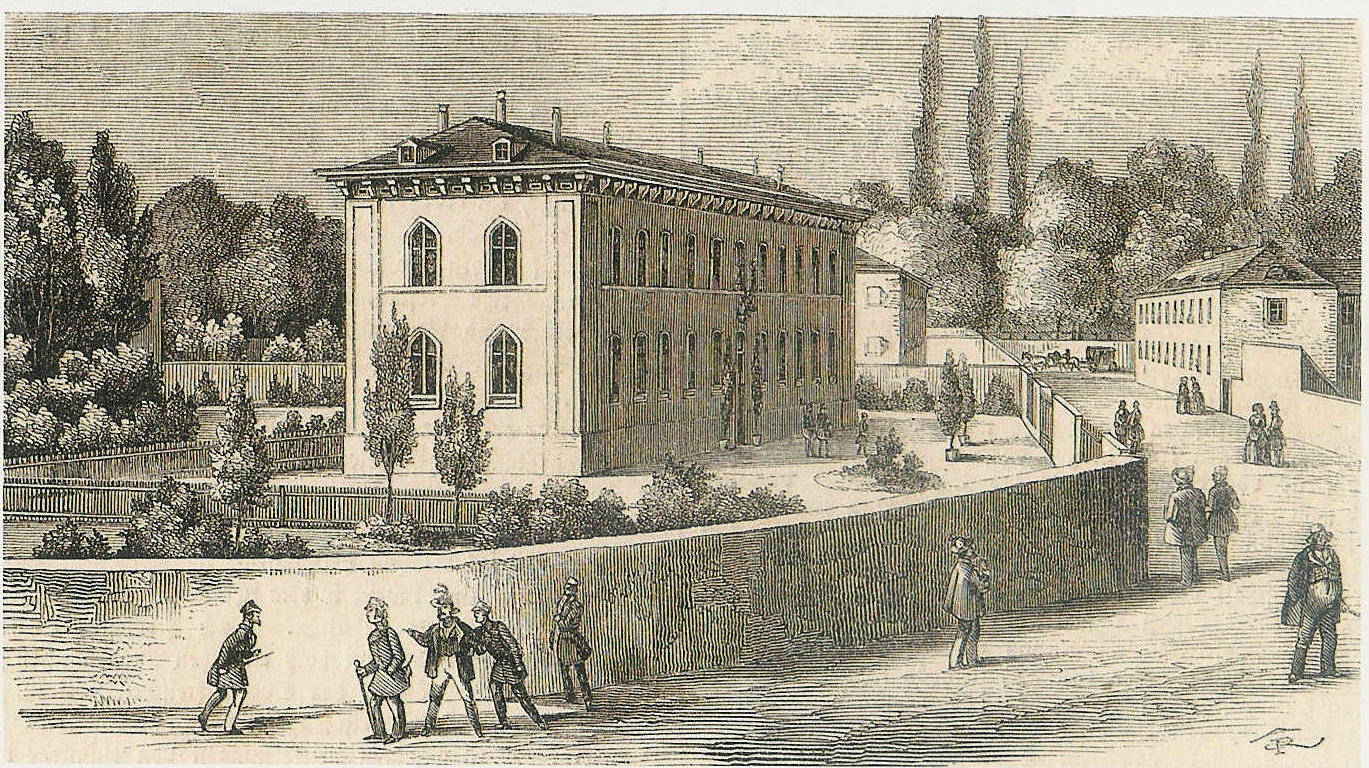
Bayerische Forstlehranstalt 1847

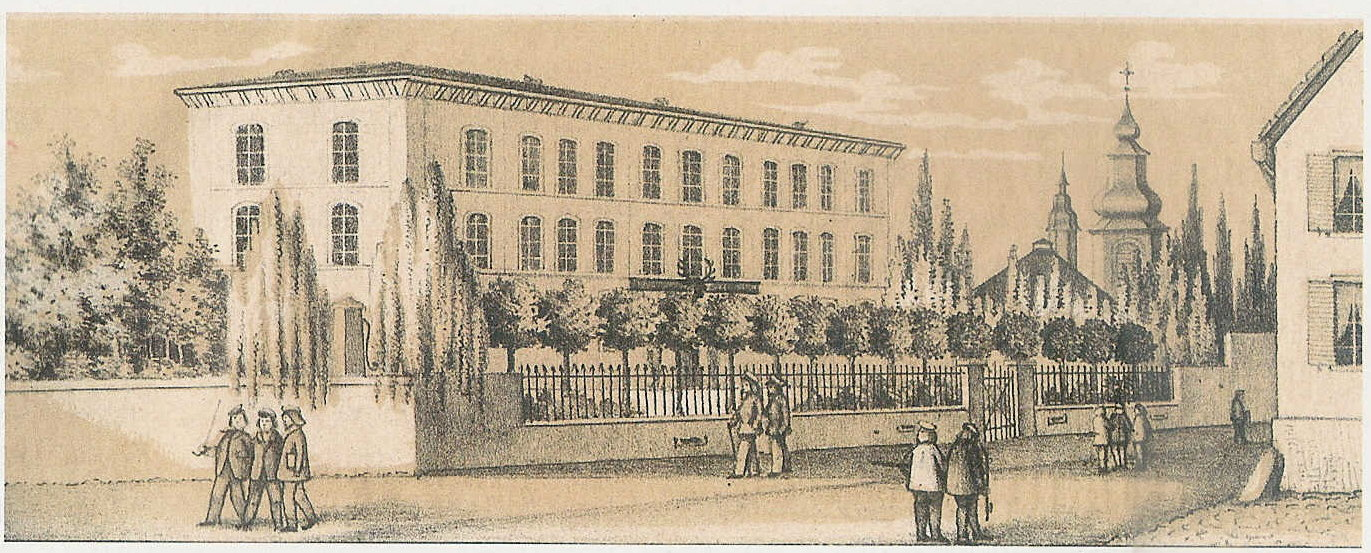
Bayerische Forstlehranstalt nach Aufstockung um 1854

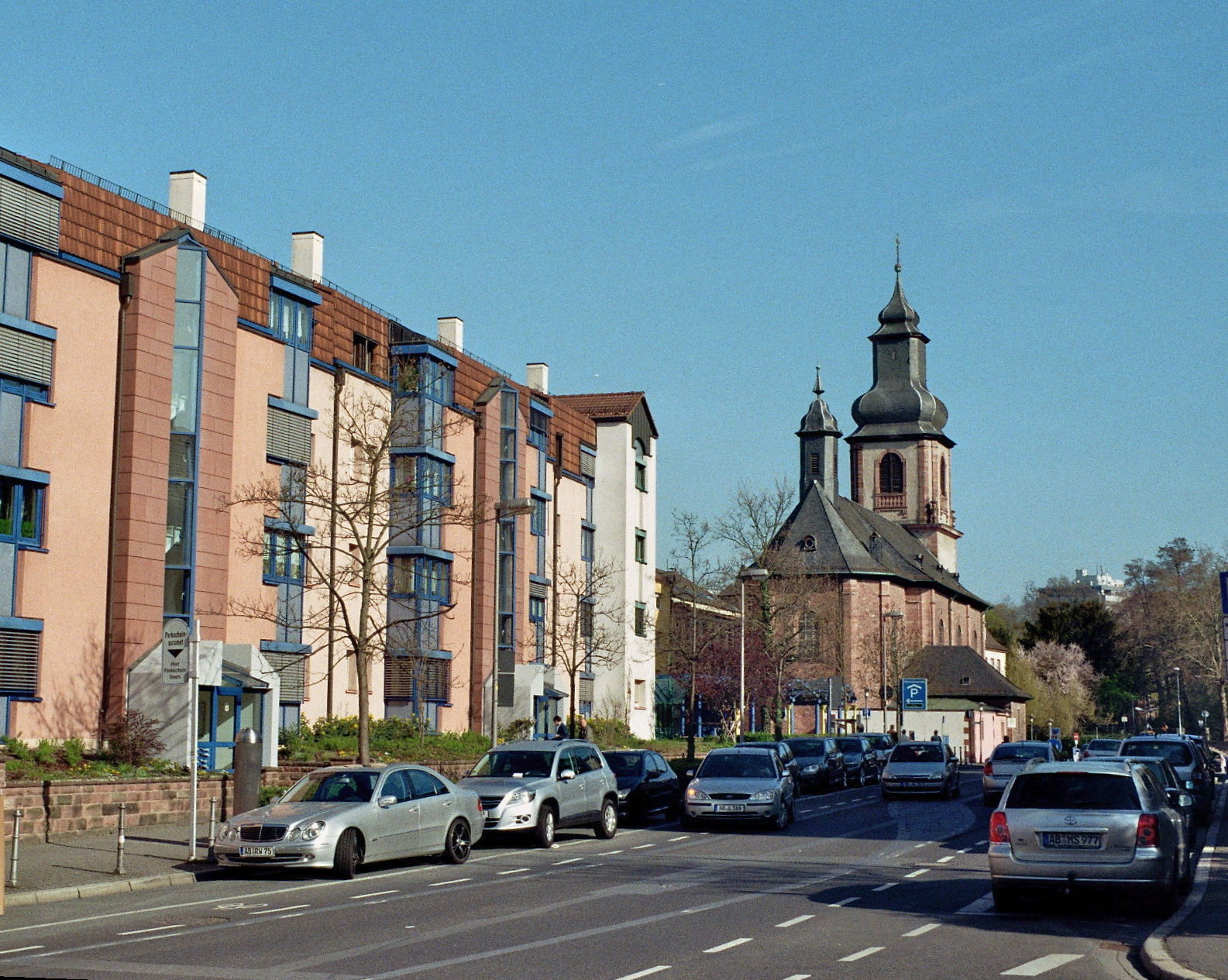
Heutige Bausituation neben der Sandkirche, 2011

Die Forstliche Hochschule Aschaffenburg war eine Ausbildungsstätte für Forstbeamte des Königreichs Bayern. Sie bestand unter verschiedenen Namen von 1807 bis 1910, mit einer Unterbrechung von 1832 bis 1844, in Aschaffenburg.

## Geschichte
Die Geschichte der Hochschule begann mit einem privaten Forstinstitut, das im Jahre 1807 von Bernhard Sebastian von Nau, Johann Josef Ignaz von Hoffmann, Mathematik-Professor an der Aschaffenburger Karls-Universität und Eduard Knodt von Helmenstreit (1778–1864) gegründet wurde. Bereits 1810 wurde das Institut als staatliche Einrichtung übernommen. Als Aschaffenburg im Jahre 1814 zu Bayern kam, war diese Einrichtung die einzige ihrer Art im Königreich.
Am Ende des dritten Jahres nach ihrer „festeren Begründung“ im Schuljahr 1818/19 unter dem Namen Königlich Baierische Forst-Lehranstalt zu Aschaffenburg befanden sich von 143 Studenten 66 im ersten und 77 im zweiten Kursjahr, darunter 34 Ausländer. Neben der finanziellen Unterstützung der Schule durch die Staatskasse erhielten 17 Studenten ein Stipendium. Im Jahre 1832 wurde die Anstalt vorläufig geschlossen, der Grund waren wohl die vermuteten revolutionären Aktivitäten der Studenten. Die Ausbildung der Forstleute in Bayern erfolgte in der Folgezeit nur an den Universitäten München und Würzburg.
In der am 19. April 1844 mit zunächst nur 25 Hörern durch Joseph von Thoma wiedergegründeten Forstlehranstalt Aschaffenburg sollte vor allem die praktische Ausbildung für den Wirtschaftsbetrieb des Waldes, insbesondere für die Anwärter des Staatsforstdienstes erfolgen. Aus diesem Anlass errichtete die Stadt Aschaffenburg der Lehranstalt ein repräsentatives Gebäude, das im August 1846 an der Alexandrastraße unweit der Sandkirche in Betrieb genommen wurde. 1850 wurde die zunächst als Vorbereitungsanstalt für das Forststudium an einer Universität bestimmte Anstalt zur Forstlehranstalt für das ganze Königreich Bayern erklärt. Im Herbst 1851 wurde dem Schulgebäude ein zweites Obergeschoss aufgesetzt. Als 1858 das Abitur Eingangsvoraussetzung wurde, wurde sie in Centralforstlehranstalt für das Königreich Bayern umbenannt. 1878 wurde ein Teil der Forstlehranstalt nach München verlegt und dort die Forstwissenschaft um die Lehrstühle Forstbotanik, Bodenkunde, Waldbau, Betriebslehre und Vermessungskunde erweitert. Im Gegenzug wurde 1881 die Forstlehranstalt Aschaffenburg zur obligatorischen Ausbildungsstätte für die Anfangssemester der Forstwirte. Das Schulgebäude wurde 1889 mit Hilfe des Staates mit einem dreieinhalbgeschossigen Kopfbau von zwei auf drei Fensterachsen in den Botanischen Garten hinein erweitert.
Die Bezeichnung Forstliche Hochschule erhielt die Forstlehranstalt im Sommersemester 1898. Im Jahre 1910 wurde die Hochschule insgesamt nach München verlegt und in die Staatswirtschaftliche Fakultät der Ludwig-Maximilians-Universität München integriert. Im Jahre 1972 entstand die Forstwissenschaftliche Fakultät an der Universität München.
Nach der Rückgabe des Schulgebäudes an die Stadt Aschaffenburg wurde es nochmals erweitert und ab 1912 für die Königliche Realschule zu Aschaffenburg, ab 1923 Oberrealschule Aschaffenburg genutzt und nach kurzer Zwischennutzung durch die staatliche Realschule Aschaffenburg im Jahre 1969 abgerissen. An der Stelle steht heute eine mehrstöckige Wohnanlage mit Tiefgarage („Parkhaus Alexandrastraße“).

## Lehrkräfte
In den letzten Jahrzehnten ihrer Existenz in Aschaffenburg von 1878 bis 1910, wurde die Hochschule von Hermann von Fürst (1837–1917) geleitet, dem die Hochschule ihren guten Ruf verdankte. Unter Max Conrad wurde ein kleines chemisches Institut etabliert.
Weitere Lehrkräfte waren:
- Kaspar Papius (1786–1862)
- J. Christoph J. F. Egerer 1812
- Johann Josef Ignaz von Hoffmann (1777–1866), Mathematik, von 1807 bis 1832 Rektor der Anstalt
- Christoph Egerer (1781–1815)
- Sebastian Mantel (* 15. Juli 1792 in Langenprozelten; † 27. Juli 1860 in Wasserlos) 1844–1859 Direktor der wiedereröffneten königlichen Forstlehranstalt in Aschaffenburg
- Anselm Franz Strauß (1780–1830), Chemie und Physik
- Max Conrad (1848–1920), Chemie
- Max Guthzeit (1847–1915)[4], Chemie
- Ludwig Andreas Schleiermacher, Professor der Mathematik (1855–1927)
- Hermann Dingler, Professor der Botanik (1846–1935)
- Karl Gayer, Forstwissenschaft (1822–1907)
- Stephan Behlen (1784–1847)
- Julius von Kennel (1854–1939)
- Lorenz Wappes, Assistent und Dozent (1860–1952)
- Martin Balduin Kittel (1798–1885)
- Conrad Bohn (1831–1897), Physik
- Adolph Pfaff (1805–1856)
- Carl Stumpf (1805–1877), Forstwissenschaft
- Eduard Philipp Döbner (1810–1890), Naturgeschichte
- Georg Langmantel, Mathematik, Physik, Messübungen
- Ernst Ebermayer (1829–1908), Chemie, Landwirtschaft
- Karl, auch Carl Scheppler, Revierförster extra statum, forstliche Bau- und Vermessungskunde
- Ludwig Wörner, Lehrer für Planzeichnen
- Carl Ludwig Louis (1794–1854), Lehrer für Mathematik (theoretische und angewandte Geometrie), Bauwesen und Zeichnen an der alten Forstlehranstalt, ab 1849 bis 1854 an der wiedergegründeten Anstalt Zeichenlehrer; ferner von 1833 bis 1853 an der Landwirtschafts- und Gewerbschule Lehrer für Mathematik und Physik (Naturkunde), Kunsterziehung und Werken; freischaffend tätig als Architekt und Bauleiter (unter anderem Bauleiter des Pompejanums), später Stadtbaurat. Schwiegervater von August Ganghofer und Großvater von Ludwig Ganghofer.[5]
- Von Graff, Professor
- Hauser, Assistent und Dozent
- Weber, Oberförster und Dozent
- Gümbel, Assistent und Dozent
- Eßlinger, Forstmeister und Dozent
- Lottes, Assistent und Dozent
- Friedrich Spangenberg, Professor
- Lizius, Forstmeister und Dozent
- Geigel, Professor für Physik
- Carl Prantl, Professor für Botanik
- Karl Dotzel, Forstmeister und Dozent für Waldwegebau
- Georg Kauschinger, Professor für Forstschutz, Forsttechnologie und Jagdwissenschaft

## Spuren im Stadtbild

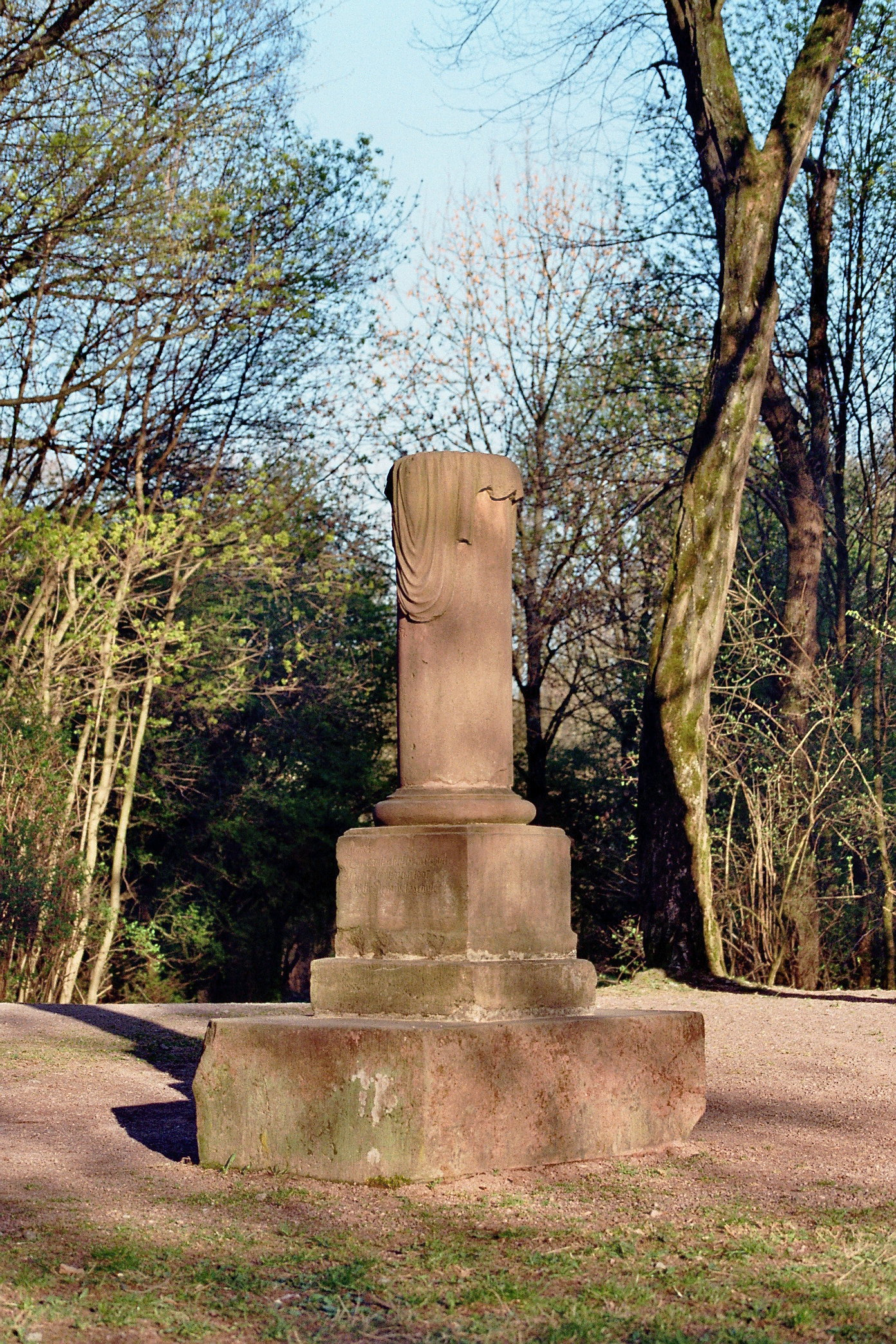
Andriansplätzchen in der Fasanerie
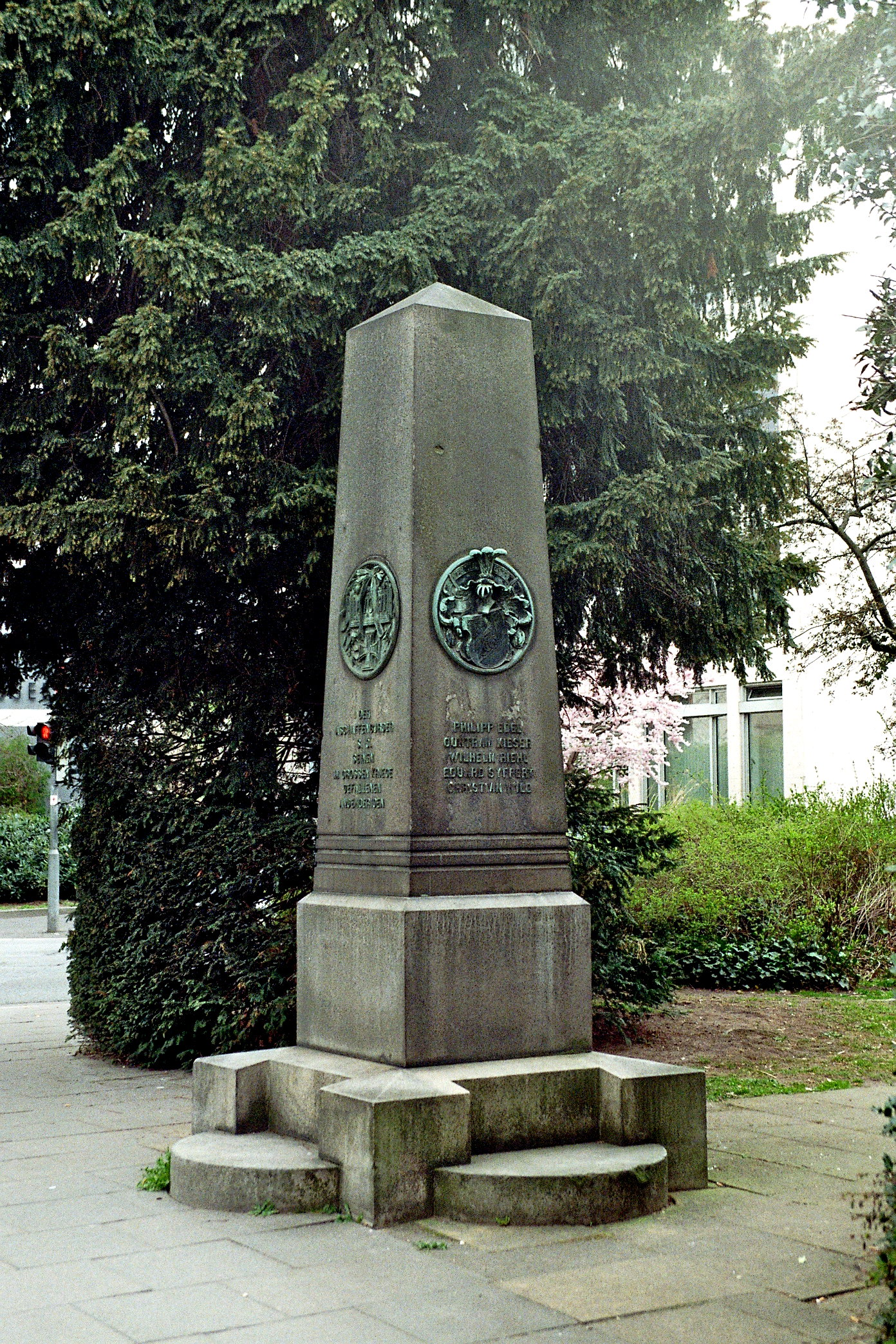
Denkmal der Corpsstudenten in der Friedrichstraße
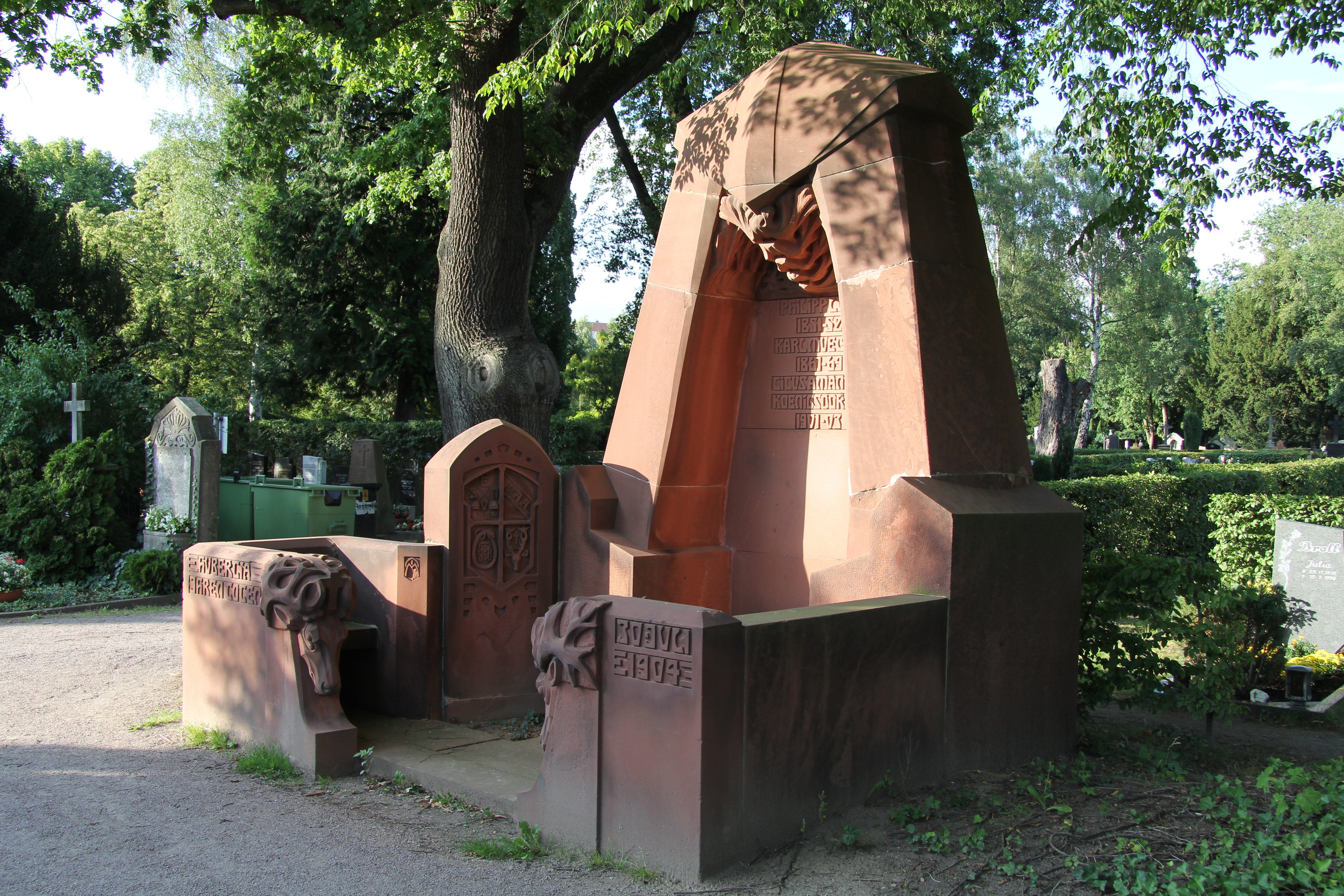
Grabmal des Corps Hubertia auf dem Altstadtfriedhof
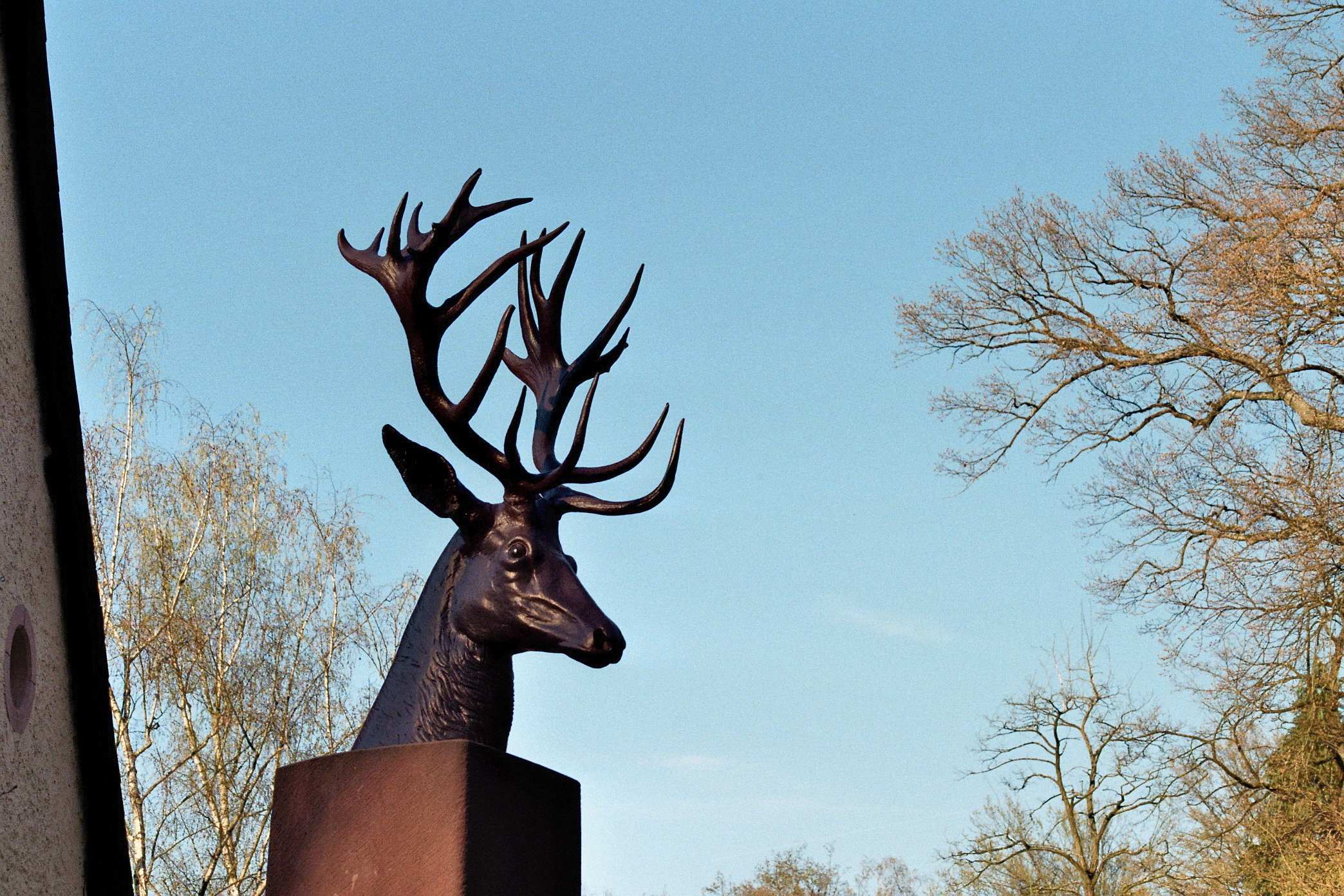
Hirschkopf – heute in der Fasanerie

Die von der Forsthochschule genutzten Gebäude sind nicht mehr erhalten. Im Stadtbild finden sich heute (Stand 2011) trotzdem noch einige Spuren der Hochschule und ihrer Studenten.
- An ein besonders tragisches Ereignis erinnert das Andriansplätzchen auf dem Andrianshügel in der Fasanerie. Hier ereignete sich ein Zweikampf, an den ein Gedenkstein in Form eines abgebrochenen Säulenstumpfes erinnert: Am 6. September 1824 starb der erst 17-jährige „Forstcandidat“ Ferdinand Anton Freiherr von Andrian-Werburg an den Folgen eines in der Fasanerie verabredeten Duells vermutlich mit dem Würzburger Studenten Johann Baptist Berg. An der Stelle steht heute eine kleine Platzanlage mit Gedenkstein („Duellsäule“), der von der Familie errichtet wurde und in regelmäßigen Abständen restauriert wird.[6][7]
- Die Aschaffenburger Studentenverbindungen Corps Hubertia, Corps Arminia und Corps Hercynia, zusammengefasst im Aschaffenburger Senioren-Convent, errichteten ihren Gefallenen des Deutsch-Französischen Krieges 1870/71 ein Denkmal, das heute gegenüber dem Justizgebäude an der Friedrichstraße steht und anlässlich von Gedenkfeiern besucht wird. Die Enthüllung fand am 7. Oktober 1896 statt.[7]
- Zwischen 1901 und 1903 errichtete das Corps Hubertia für sich eine eigene Gedenkstätte auf dem Aschaffenburger Altstadtfriedhof, die bis heute besteht.[7][8]
- Über dem Eingang der Forsthochschule hing ein gusseiserner (nach anderen Quellen: bronzener) Hirschkopf, auf welchem der Abguss eines 26 Enders aus der Erbach’schen Sammlung prangte. Dieser Hirschkopf war danach für Jahrzehnte an verschiedenen Gebäuden im nahegelegenen Spessart angebracht, wurde 2009 nach Aschaffenburg zurückgeholt und auf einem Steinsockel beim Städtischen Forstamt Aschaffenburg in der Fasanerie aufgestellt.[7][9]
- Ein neben dem Eingang des Schulgebäudes im Vorgarten vorhanden gewesener Quarzfindling wurde nach dem Abriss des Gebäudes auf der gegenüberliegenden Seite der Alexandrastraße in die Grünanlage vor dem Staatlichen Bauamt versetzt.
- Am unteren Ende eines ehemaligen Forstgartens im Wald westlich der Kippenburg ist im Bodenrelief noch ein Wegrondell erkennbar.

## Kurioses
In den Erheiterungen. Belletristisches Beiblatt zur Aschaffenburger Zeitung vom 3. Dezember 1877 findet sich folgendes Gedicht, das aus dem Würzburger Glöcklein stammt:
„Abschnappende Städte“ und ein
„abgeschnappter“ Finanzier.
Thema des Gedichts ist die Bewerbung Bayerischer Städte, insbesondere der Städte Aschaffenburg, Kissingen und München als Standort für die Forstliche Hochschule.